# Te quiero pa quiero
『te quiero pa quiero』（テキーロ・パキーロ）は、1998年4月からJFN系列で放送されていたジャパンエフエムネットワーク (JFNC) 製作のワイド番組である。

## 概要
女性（主に主婦層）をターゲットにした平日午前の帯番組。パーソナリティは、前番組『L・Wellness〜素敵にトランタン〜』から引き続き坂本咲子が務めていた。"te quiero" とは、英語で言うところの "I love you" に相当するスペイン語の語句である。これに造語である "pa quiero" を組み合わせ、「日常生活をテキパキと乗り切っていこう」という意味も持たせている。
基本的には毎週月曜 - 金曜 9:00 - 11:00 （日本標準時）に放送されていたが、番組の途中で飛び乗りや飛び降りをするネット局もあり、放送時間は全局一律ではなかった。例えば富山エフエム放送（FMとやま）は『MTCI Future Net』と『なるほどラジオ チョットおりこうさん』を放送するため、10:50に飛び降りていた。

## タイムテーブル
★は、一部のネット局がJFNC受けせずにローカル差し替えを行っていた時間帯。
本来ローカル枠に設定されていない時間帯での差し替えを行う局もあり、エフエム山口では金曜 9:30 - 9:55 に宗教番組の『ビバ!地球市民』が放送されていた。
- 9:00 オープニング・メッセージ募集&情報
- 9:26 ★【ローカル枠】
- 9:30 もっと知りたい（月曜 - 木曜）/ありがとう（金曜）
- 9:50 サキコのクリック日本 I → ふるさとスクランブル I
- 9:55 ★サキコのクリック日本 II → ふるさとスクランブル II 【ローカル枠】
- 10:00 今日のニュース・見えラジニュース【飛び乗りポイント】
- 10:05 メッセージ紹介・リクエスト
- 10:10 FM Radio Shopping
- 10:15 メッセージ紹介・リクエスト
- 10:26 ★メッセージ紹介・リクエスト【ローカル枠】
- 10:30 アミーゴ倶楽部
- 10:36 メッセージ紹介・リクエスト
- 10:50 ピックアップアーティスト I
- 10:55 ★ピックアップアーティスト II 【ローカル枠】